# المنية (روميرال)
المُنية هي بلدة في منطقة هويا في مقاطعة وشقة في إسبانيا وتبعد عنها 23 كم. بلغ عدد سكان البلدة في 2020م 36 فرد.